# رسائل غسان كنفاني إلى غادة السمان
رسائل غسان كنفاني إلى غادة السمان، مجموعة رسائل من مؤلفات الشاعرة والكاتبة العربية السورية غادة السمان، صدرت في عام 1992، عن منشورات غادة السمان في بيروت، لبنان.